# Persone di nome Katie
| Questa pagina contiene informazioni ricavate automaticamente dalle voci biografiche con l'ausilio del template Bio e di un bot. L'aggiornamento è periodico e automatico e ricostruisce completamente la pagina. Se manca una persona in questa lista, sei pregato di non aggiungerla, ma accertati piuttosto che la sua voce biografica contenga il template Bio e che i dati anagrafici siano correttamente compilati. Se il template Bio manca, inseriscilo tu stesso o, in alternativa, metti l'avviso {{tmp\|Bio}} che ne segnala la mancanza. Se i dati riportati sono sbagliati, correggi direttamente la voce biografica; le modifiche saranno visibili in questa lista entro pochi giorni. Per chiarimenti vedi il progetto antroponimi. La lista contiene solo le 70 persone che sono citate nell'enciclopedia e per le quali è stato implementato correttamente il template Bio. Pagina aggiornata al 6 giu 2025. |

Questa è una lista di persone presenti nell'enciclopedia che hanno il nome Katie, suddivise per attività principale.

## Attrici(16)
- Katie Barberi, attrice messicana (Saltillo, n. 1972)
- Katie Chang, attrice statunitense (Chicago, n. 1995)
- Katie Douglas, attrice canadese (Burlington, n. 1998)
- Katie Featherston, attrice statunitense (Arlington, n. 1982)
- Katie Findlay, attrice canadese (Windsor, n. 1990)
- Katie Finneran, attrice e cantante statunitense (Chicago, n. 1971)
- Katie Jarvis, attrice britannica (Dagenham, n. 1991)
- Katie Johnson, attrice britannica (Clayton, n. 1878 - Londra, † 1957)
- Katie A. Keane, attrice statunitense (Topeka, n. 1980)
- Katie Leclerc, attrice statunitense (San Antonio, n. 1986)
- Katie Leung, attrice scozzese (Dundee, n. 1987)
- Katie Lowes, attrice e regista teatrale statunitense (Queens, n. 1982)
- Kate Magowan, attrice britannica (Harrow, n. 1975)
- Katie Nazer-Hennings, attrice australiana (Sydney, n. 1992)
- Katie Parker, attrice statunitense (Virginia, n. 1986)
- Katie Sheridan, attrice inglese (Londra, n. 1986)

## Attrici pornografiche(4)
- Katie Gold, ex attrice pornografica statunitense (Dallas, n. 1978)
- Katie Kox, attrice pornografica statunitense (Hawaii, n. 1985)
- Katie Morgan, attrice pornografica statunitense (Los Angeles, n. 1980)
- Katie St. Ives, ex attrice pornografica statunitense (Los Angeles, n. 1988)

## Attrici teatrali(1)
- Katie Brayben, attrice teatrale e cantante inglese (Londra)

## Bobbiste(1)
- Katie Eberling, bobbista statunitense (Lake Placid, n. 1988)

## Calciatrici(6)
- Katie Bowen, calciatrice neozelandese (Auckland, n. 1994)
- Katie Chapman, ex calciatrice britannica (Bermondsey, n. 1982)
- Katie Duncan, calciatrice neozelandese (Cambridge, n. 1988)
- Katie McCabe, calciatrice irlandese (Kilnamanagh, n. 1995)
- Katie Robinson, calciatrice inglese (n. 2002)
- Katie Zelem, calciatrice inglese (Oldham, n. 1996)

## Cantanti(3)
- Katie Armiger, cantante statunitense (Sugar Land, n. 1991)
- Katie Rox, cantante canadese (Airdrie)
- Katie White, cantante e musicista britannica (Wigan, n. 1983)

## Cantautrici(3)
- Katie Herzig, cantautrice e musicista statunitense (n. 1980)
- Katie Melua, cantautrice e musicista georgiana (Kutaisi, n. 1984)
- Katie Noonan, cantautrice australiana (Brisbane, n. 1977)

## Cestiste(2)
- Katie Ebzery, ex cestista australiana (Waratah, n. 1990)
- Katie Lou Samuelson, cestista statunitense (Fullerton, n. 1997)

## Doppiatrici(1)
- Katie Leigh, doppiatrice statunitense (Carmel-by-the-Sea, n. 1958)

## Giocatrici di football americano(1)
- Katie Sowers, ex giocatrice di football americano e allenatrice di football americano statunitense (Hesston, n. 1986)

## Modelle(3)
- Katie Harman, modella statunitense (Gresham, n. 1980)
- Katie Lohmann, modella statunitense (Scottsdale, n. 1980)
- Katie Stam, modella statunitense (Seymour, n. 1986)

## Nuotatrici(4)
- Katie Drabot, nuotatrice statunitense (Cedarburg, n. 1997)
- Katie Grimes, nuotatrice statunitense (Las Vegas, n. 2006)
- Katie McLaughlin, nuotatrice statunitense (Dana Point, n. 1997)
- Katie Shanahan, nuotatrice britannica (n. 2004)

## Pallavoliste(1)
- Katie Carter, pallavolista statunitense (Victorville, n. 1985)

## Personaggi televisivi(1)
- Katie Price, personaggio televisivo, scrittrice e modella britannica (Brighton, n. 1978)

## Pistard(1)
- Katie Archibald, pistard e ciclista su strada britannica (Milngavie, n. 1994)

## Politiche(2)
- Katie Britt, politica, imprenditrice e avvocato statunitense (Enterprise, n. 1982)
- Katie Hall, politica statunitense (Mound Bayou, n. 1938 - Gary, † 2012)

## Produttrici televisive(1)
- Katie Jacobs, produttrice televisiva e regista statunitense (n. 1970)

## Pugili(1)
- Katie Taylor, pugile e calciatrice irlandese (Bray, n. 1986)

## Saggiste(1)
- Katie Roiphe, saggista statunitense (New York, n. 1968)

## Scenografe(1)
- Katie Spencer, scenografa britannica

## Sciatrici alpine(5)
- Katie Beardsley, ex sciatrice alpina statunitense (n. 1982)
- Katie Dunn, ex sciatrice alpina canadese (n. 1978)
- Katie Fleckenstein, sciatrice alpina canadese (n. 1999)
- Katie Hartman, ex sciatrice alpina statunitense (n. 1988)
- Katie Hensien, sciatrice alpina statunitense (n. 1999)

## Scrittrici(1)
- Katie Fforde, scrittrice britannica (Londra, n. 1952)

## Skeletoniste(1)
- Katie Uhlaender, skeletonista statunitense (Vail, n. 1984)

## Snowboarder(1)
- Katie Ormerod, snowboarder britannica (Brighouse, n. 1997)

## Soprani(1)
- Katie Hall, soprano e attrice teatrale britannica (Oakham, n. 1990)

## Tenniste(5)
- Katie Boulter, tennista britannica (Woodhouse Eaves, n. 1996)
- Katie O'Brien, ex tennista britannica (Beverley, n. 1986)
- Katie Schlukebir, ex tennista statunitense (Kalamazoo, n. 1975)
- Katie Swan, tennista inglese (Bristol, n. 1999)
- Katie Volynets, tennista statunitense (Walnut Creek, n. 2001)

## Triatlete(1)
- Katie Zaferes, triatleta statunitense (Hampstead, n. 1989)

## Senza attività specificata(1)
- Katie Summerhayes, ex sciatrice freestyle britannica (Sheffield, n. 1995)